# Henrique Fontana
Henrique Fontana Júnior (Porto Alegre, 18 de janeiro de 1960) é um médico, administrador e político brasileiro, filiado ao Partido dos Trabalhadores (PT).

## Biografia
Formado em Administração de Empresas e Medicina pela Universidade Federal do Rio Grande do Sul, Henrique foi eleito vereador da capital em 1992, ano em que Tarso Genro sucedeu Olívio Dutra na Prefeitura de Porto Alegre. Em 1996 foi reeleito vereador e se tornou secretário municipal da Saúde, na gestão de Raul Pont. Candidato a deputado federal pela primeira vez em 1998, teve votação expressiva e ingressou na bancada do PT na Câmara Federal.
A partir daí, destacou-se no Congresso Nacional pela sua oposição ao governo de Fernando Henrique Cardoso. Com Olívio Dutra à frente do governo gaúcho, Henrique tornou-se defensor de projetos de interesse do Rio Grande em Brasília.
Em 2002, foi reeleito deputado federal. Com a vitória do presidente Lula, Henrique passou a mostrar habilidade já na vice-liderança da bancada do PT e, posteriormente, na liderança do Partido, durante a crise de 2005, função que ocupou até o início de 2007. A desenvoltura do líder chamou a atenção do Departamento Intersindical de Assessoria Parlamentar (Diap), que o escolheu entre os parlamentares mais destacados do Congresso. Em 2008 e 2009, foi eleito pelos parlamentares como o segundo deputado mais destacado do Congresso Nacional. Pela sua atuação, recebeu também prêmios do site Congresso em Foco.
Na reeleição de Lula em 2006, Henrique ampliou sua votação. Foi eleito para o terceiro mandato federal consecutivo. Em 2007 foi vice-líder do Governo Lula, e líder de 2008 a 2010.
Em 2010, foi eleito pela quarta vez consecutiva para o cargo na Câmara, com mais de 131 mil votos.
Em 2014, voltou a ser líder do Governo na Câmara, desta vez pelo Governo Dilma Rousseff.
Na sessão histórica do dia 17 de abril de 2016, votou contra a admissibilidade do pedido de impeachment da presidente Dilma Rousseff.
Em 2018, foi reeleito deputado federal com mais de 108 mil votos.

## Desempenho eleitoral
| Ano  | Eleição                       | Cargo            | Partido | Nº    | Votos         | Resultado | Ref.   |
| ---- | ----------------------------- | ---------------- | ------- | ----- | ------------- | --------- | ------ |
| 1992 | Municipal de Porto Alegre     | Vereador         | PT      | 13689 | 5.765 votos   | Eleito    | [ 7 ]  |
| 1996 | Municipal de Porto Alegre     | Vereador         | PT      | 13620 | 14.696 votos  | Reeleito  | [ 8 ]  |
| 1998 | Estadual do Rio Grande do Sul | Deputado Federal | PT      | 1313  | 66.221 votos  | Eleito    | [ 9 ]  |
| 2002 | Estadual do Rio Grande do Sul | Deputado Federal | PT      | 1313  | 79.478 votos  | Reeleito  | [ 10 ] |
| 2006 | Estadual do Rio Grande do Sul | Deputado Federal | PT      | 1313  | 90.549 votos  | Reeleito  | [ 11 ] |
| 2010 | Estadual do Rio Grande do Sul | Deputado Federal | PT      | 1313  | 131.510 votos | Reeleito  | [ 12 ] |
| 2014 | Estadual do Rio Grande do Sul | Deputado Federal | PT      | 1313  | 128.981 votos | Reeleito  | [ 13 ] |
| 2018 | Estadual do Rio Grande do Sul | Deputado Federal | PT      | 1313  | 108.585 votos | Reeleito  | [ 6 ]  |